# Liste von Höhlen im Oberbergischen Kreis

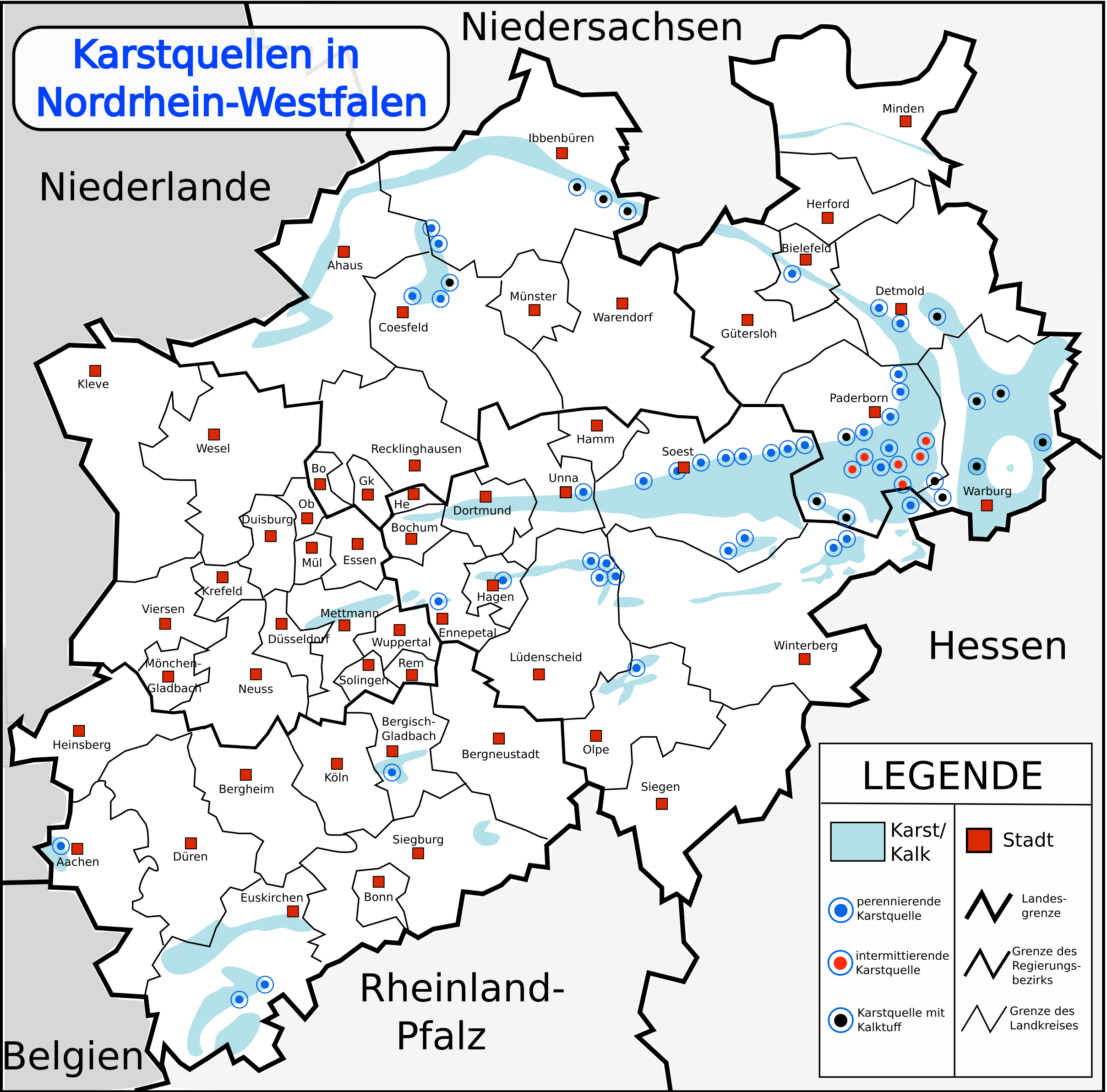
Karstgebiete in Nordrhein-Westfalen

Die Liste von Höhlen im Oberbergischen Kreis benennt Höhlen im Oberbergischen Kreis ohne Anspruch auf Vollständigkeit.
Einige sind touristisch erschlossen. Andere werden nur zu Forschungszwecken durch Höhlenforscher betreten. Regional federführend in der Erforschung von Höhlen ist der Arbeitskreis Kluterthöhle. Mit dem Windloch im Mühlenberg wurde 2019 die größte Höhle im Rheinland entdeckt.

## Liste
Nachfolgend werden einige der Höhlen im Oberbergischen Kreis aufgelistet, sortiert nach Städten und Gemeinden:
| Bezeichnung             | Ortschaft               | Bemerkungen              | Bild |
| ----------------------- | ----------------------- | ------------------------ | ---- |
| Windloch im Mühlenberg  | Engelskirchen           |                          |      |
| Mühlenberghöhle         | Engelskirchen           | [ 2 ]                    |      |
| Aggertalhöhle           | Engelskirchen           |                          |      |
| Altenberghöhle          | Engelskirchen           |                          |      |
| Neue Aggertalhöhle      | Engelskirchen           |                          |      |
| Wageloch                | Engelskirchen           |                          |      |
| Kallenloch              | Engelskirchen           |                          |      |
| Wallefelder Hülloch     | Engelskirchen-Wallefeld | [ 3 ]                    |      |
| Zwergenhöhle            | Lindlar-Scheel          |                          |      |
| Rosper Höhle            | Gummersbach             | Großhöhle, entdeckt 1998 |      |
| Wiehler Tropfsteinhöhle | Wiehl                   |                          |      |